# Chiasmodon
Chiasmodon es un género de peces actinopeterigios marinos, distribuidos por aguas abisales del océano Atlántico, océano Pacífico y océano Índico.

## Especies
Existen 7 especies reconocidas en este género:
- Chiasmodon asper Melo, 2009
- Chiasmodon braueri Weber, 1913
- Chiasmodon harteli Melo, 2009
- Chiasmodon microcephalus Norman, 1929
- Chiasmodon niger Johnson, 1864
- Chiasmodon pluriradiatus Parr, 1933
- Chiasmodon subniger Garman, 1899